# Altsjön
Altsjön är en sjö i Sala kommun i Västmanland och ingår i Dalälvens huvudavrinningsområde. Altsjön ligger i Färnebofjärden syd Natura 2000-område.